# Treat Her Right
Treat Her Right — це блюз-рок колектив, заснований у Бостоні в 1985 році. Спочатку учасниками гурту були басист Марк Сендман, ударник Біллі Конвей, гітарист Дейв Шампейн та Джим Фіттінг. Всі учасники, крім Конвея, брали участь у написанні текстів та їх вокальному виконанні. У 2009 Шампейн та Фіттінг відновили діяльність гурту за участю нових музикантів - Стіва Мейона та Біллі Беарда.
Гурт вважається предтечею успішного інді-рок гурту Morphine. Крім того, Treat Her Right є гуртом, що вперше поєднав блюз та панк, створивши популярний музичний стиль початку 2000-х.

## Дискографія
- Treat Her Right (1986)
- Tied to the Tracks (1989)
- What's Good for You (1991)
- The Anthology 1985—1990 (1998)
- The Lost Album (2009)